# Jerry Hardin
Jerry Hardin, né le 20 novembre 1929 à Dallas, est un acteur américain, connu pour son rôle de Gorge Profonde dans la série X-Files.

## Biographie
Né le 20 novembre 1929 à Dallas, au Texas, où son père possédait un ranch, Hardin a grandi en dehors de la ville, où il a commencé à jouer dans des productions scolaires. Cela l'a conduit à une bourse à l'Université Southwestern de Georgetown, au Texas, et à une bourse par le programme Fulbright de la Royal Academy of Dramatic Art de Londres.
Ayant étudié à la London's Royal Academy of Dramatic Art, il commence une carrière au théâtre et à la télévision dans les années 1950.

### Carrière
Son rôle dans The Firm (1993) a attiré l'attention du scénariste de télévision Chris Carter, qui l'a choisi pour le rôle de Gorge profonde dans la série X-Files : Aux frontières du réel. Hardin est devenu l'une des meilleures stars invitées de la première saison de X-Files.

### Vie privée
Il est marié à l'actrice et professeur de théâtre Diane Hardin (née Hill) depuis le 3 octobre 1959. Ils sont les parents de l'actrice Melora Hardin et du producteur Shawn Hardin et les beaux-parents de Gildart Jackson et Kara Meyers.
Le couple a 3 petites-filles : Cleo (fille de Shawn), Piper Quincey Jackson et Rory Jackson (filles de Melora).

## Filmographie

### Cinéma
- 1958 : Thunder Road, d'Arthur Ripley : Niles Penland (non crédité)
- 1973 : Woody et les robots (Sleeper), de Woody Allen : docteur du laboratoire cryogénique (non crédité)
- 1974 : Our Time (en), de Peter Hyams : Keats
- 1974 : Tremblement de terre, de Mark Robson : un homme (non crédité)
- 1975 : Liquidez l'inspecteur Mitchell (Mitchell), de Andrew V. McLaglen : sergent
- 1976 : Born of Water, de Gordon Duffy : pasteur James Clayton Hewlitt
- 1977 : Foes, de John Coats : général Mason
- 1977 : Alambrista!, de Robert M. Young : homme dans le café
- 1979 : Heartland, de Richard Pearce : acheteur de bétail
- 1979 : Head Over Heels de Joan Micklin Silver  : Mr Patterson
- 1979 : 1941, de Steven Spielberg : l'homme à la carte
- 1980 : Wolf Lake (en), de Burt Kennedy : Wilbur
- 1981 : Honky Tonk Freeway, de John Schlesinger : gouverneur
- 1981 : Reds, de Warren Beatty : Harry
- 1982 : Missing, de Costa-Gavras : colonel Sean Patrick
- 1982 : Tempête (Tempest), de Paul Mazursky : Harry
- 1982 : Honkytonk Man, de Clint Eastwood : Snuffy
- 1983 : Cujo, de Lewis Teague : Masen
- 1984 : Heartbreakers, de Bobby Roth : Warren Williams
- 1984 : Prêchi-prêcha (Mass Appeal), de Glenn Jordan : Mr. Dolson
- 1984 : Le Jeu du faucon (The Falcon and the Snowman), de John Schlesinger : Tony Owens
- 1985 : Contact mortel (Warning Sign), de Hal Barwood : Vic Flint
- 1986 : Les Aventures de Jack Burton dans les griffes du Mandarin (Big Trouble in Little China), de John Carpenter : l'avocat d'Egg Shen
- 1986 : Six hommes pour sauver Harry (Let's Get Harry), de Stuart Rosenberg : Dean Reilly
- 1987 : Mort ou vif (Wanted: Dead or Alive), de Gary Sherman : John Lipton
- 1988 : Milagro, de Robert Redford : Emerson Capps
- 1988 : Little Nikita, de Richard Benjamin : Brewer
- 1988 : War party (en), de Franc Roddam : le shériff
- 1989 : Valentino Returns, de Peter Hoffman : le révérend Ray Horner
- 1989 : Blaze, de Ron Shelton : Thibodeaux
- 1990 : Hot Spot, de Dennis Hopper : George Harshaw
- 1990 : Fenêtre sur Pacifique (Pacific Heights), de John Schlesinger : Bennett Fidlow
- 1993 : La Firme (The Firm), de Sydney Pollack : Royce McKnight
- 1996 : L'Associé (The Associate) de Donald Petrie : Harley Mason
- 1996 : Les Fantômes du passé (Ghosts of Mississippi) de Rob Reiner : Barney DeLaughter
- 1997 : Black Dawn, de John De Bello : Papa Joe Kiley
- 2000 : Certain Guys, de Stephen James : Mr. Sherman
- 2001 : L'Ile de la trahison (Island Prey), de William Riead : Sam Hayes
- 2003 : Burl's, court métrage de Maryam Karimi : Mr. Sally
- 2004 : Hidalgo de Joe Johnston : Nate Salisbury
- 2005 : On arrive quand ? (Are We There Yet?), de Brian Levant  : pharmacien / clown
- 2005 : Extreme Dating, de Lorena David : Jake
- 2005 : Outside a Dream, court métrage de W. Michael Jenson : Michael Stevens
- 2008 : The Last Lullaby, de Jeffrey Goodman : Martin Lennox
- 2009 : You (en), de Melora Hardin : Rex

### Télévision

#### Téléfilms
- 1973 : Miracle sur la 34e rue (Miracle on 34th Street), de Fielder Cook : docteur de Bellevue (non crédité)
- 1974 : Hurricane (en), de Jerry Jameson : Neill
- 1975 : Guilty or Innocent: The Sam Sheppard Murder Case (en), de Robert Michael Lewis : chef Ed Kern
- 1977 : La course contre la mort (The 3,000 Mile Chase), de Russ Mayberry : manager
- 1978 : Kate Bliss and the Ticker Tape Kid (en), de Burt Kennedy : Bud Dozier
- 1979 : Mort au combat (Friendly Fire), de David Greene
- 1980 : Gideon's Trumpet, de Robert L. Collins : shériff Mel Cobb
- 1981 : Angel Dusted, de Dick Lowry
- 1981 : Pour l'amour d'un enfant (The Children Nobody Wanted), de Richard Michaels : docteur Watson
- 1982 : La Troisième Guerre mondiale (World War III), de David Greene : général Philip Olafson
- 1982 : Thou Shalt Not Kill, de I.C. Rapoport
- 1982 : Mysterious Two, de Gary Sherman
- 1982 : Six mois pour tout apprendre (In Love with an Older Woman), de Jack Bender
- 1984 : Scandale au pénitencier (Attack on Fear), de Mel Damski : shériff Bergus
- 1985 : Do You Remember Love, de Jeff Bleckner : Dave McDonough
- 1987 : LBJ: The Early Years, de Peter Werner : Earl
- 1988 : La Guerre des haras (Bluegrass), de Simon Wincer : Brock Walters
- 1988 : The Town Bully, de Noel Black : maire Artie Lyons
- 1988 : Roots: The Gift, de Kevin Hooks : docteur William Reynolds
- 1989 : Roe vs. Wade (en), de Gregory Hoblit
- 1990 : Un psy très spécial (Hometown Boy Makes Good), de David Burton Morris : maire Bob
- 1991 : Hi Honey - I'm Dead (en), de Alan Myerson : Cal
- 1991 : Plymouth (en), de Lee David Zlotoff : Lowell
- 1993 : Murder of Innocence, de Tom McLoughlin : Mort Webber
- 1994 : Où sont mes enfants? (Where Are My Children?), de George Kaczender : T.K. Macready
- 1995 : Un tramway nommé Désir (A Streetcar Named Desire), de Glenn Jordan : docteur
- 1996 : Dernier arrêt (Secrets of the Bermuda Triangle), de Ian Toynton : Slick
- 1996 : La Couleur du baseball (Soul of the Game), de Kevin Rodney Sullivan : Happy Chandler
- 1996 : Destination inconnue (Pandora's Clock), de Eric Laneuville : Garson Wilson
- 1997 : La Seconde Guerre de Sécession (The Second Civil War), de Joe Dante : colonel. McNally

#### Séries télévisées

##### années 1960 et 1970
- 1960 : Play of the Week, s2, ép.1 (Henry IV) : Peto
- 1962 : Les Accusés (The Defenders), s1, ép.19 (Storm at Birch Glen) : docteur Conners
- 1964 : Brenner (en), s2, ép.4 (Departmental Trial) : Tonner
- 1973 : L'Homme de fer (Ironside), s6, ép.23, Prise d'otages (The Best Laid Plans) : Stark
- 1974 : Gunsmoke, s19, ép.18 (The Foundling) : Bob Ranger
- 1974 - 1976 : Harry O (en), s1, ép.13 (Accounts Balanced) et s2, ép.18 (Forbidden City)
- 1976 : The Oregon Trail, épisode pilote : Macklin
- 1976 : Sara, s1, ép.1 (Half Breed) et 2 (Bright Boy) : Frank Dixon
- 1976 : Les têtes brûlées (Baa Baa Black Sheep), s1, ép.4, Le Prisonnier (Prisoners of War) : Lewis
- 1976 : Family, s2, ép.5 et 6 (Jury Duty: Part 1 et 2) : président du jury
- 1976 : The Feather and Father Gang (en), s1, ép.1 (Two-Star Killer)
- 1977 : Starsky et Hutch, s2, ép.17, Traquenard : 2e partie (The Set-Up: Part 2) : psychiatre
- 1977 : Les Rues de San Francisco, s5, ép.23, Temps mort (Time Out) : inspecteur Carson
- 1977 : Visions (en), s1, ép.12 (The Gardener's Son) : McEvoy
- 1977 : Intrigues à la Maison Blanche (Washington: Behind Closed Doors), mini-série épisode 5 : général
- 1977 : Thunder (en), s1, ép.7 (Thunder and the Littlest Libber) : Mr. Davis
- 1977 : Rafferty (en), s1, ép.7 (The Wild Child) : Will Dane
- 1978 : Baretta, s4, ép.18 (The Appointment) : Marton
- 1979 : La Petite Maison dans la prairie (Little House on the Prairie), s5, ép.24, Question de vie ou de mort (Mortal Mission) : Hank Slade
- 1979 : The White Shadow (en), s2, ép.10 (Sliding By) : Charlie Wade
- 1979 : The Chisholms (en), mini-série épisodes 2 et 3 : Jonah Comyns
- 1979 : WKRP in Cincinnati, s1, ép.21 (Fish Story) : Plyler

##### années 1980
- 1976 - 1980 : 200 dollars plus les frais (The Rockford Files), 3 épisodes : s3, ép.6, s4, ép.9 et s6, ép.12
- 1980 : Young Maverick (en), s1, ép.8 (Half-Past Noon) : Purnell Sims
- 1980 : Flo, s2, ép.4 et 5 (A Castleberry Thanksgiving: Part 1 et 2) : Edsel Castleberry
- 1980 : Côte Ouest (Knots Landing), s1, ép.12, Jusqu’à la lie 1re partie (Bottom of the Bottle part 1) : barman
- 1981 : Dallas, s4, ép.13, Le Président (Making of a Président) : Elroy Askew
- 1981 : L'Incroyable Hulk (The Incredible Hulk), s5, ép.4, Le droit d'asile (Sanctuary) : shériff Dean
- 1982 : Bosom Buddies (en), s2, ép.13 (Kip Off the Old Block) : docteur Wilson
- 1982 : Le Grand frère (Father Murphy), s1, ép.20 et 21 (The First Miracle: Part 1 et 2) : Ray Walker
- 1982 - 1983 : Filthy Rich (en), 15 épisodes : Wild Bill Weschester
- 1983 : Les deux font la paire (Scarecrow and Mrs. King), s1, ép.9, Tactique de jeu (Sudden Death) : Crandall
- 1983 : AfterMASH, s1, ép.11 (Bladder Day Saints) : Kraus
- 1984 : Celebrity (en), mini-série épisodes 2 et 3 : Jonah Job
- 1984 : Les Routes du paradis (Highway to Heaven), s1, ép.5, Le Chant de l'Ouest (Song of the Wild West) : Tim Higgins
- 1984 : Simon et Simon, s4, ép.6, Que le meilleur gagne (What Goes Around Comes Around) : Orville Kincaid
- 1984 : Les Enquêtes de Remington Steele, s3, ép.7, Portefeuille plein de surprise (Pocketful of Steele) : Lowell McKenzie
- 1985 : Deux flics à Miami (Miami Vice), s2, ép9, Pourquoi pas (Bushido) : Hardin, agent de la CIA
- 1985 : Benson (en), s7, ép.1 (Benson the Hero) : Nevada Bob Walker
- 1985 : Alfred Hitchcock présente, s1, ép.4, Evasion (Final Escape) : directeur
- 1986 : La Cinquième Dimension (The Twilight Zone), s1, ép.20, Appuyez sur le bouton (Button, Button) : vice-président Lyndon B. Johnson
- 1986 : Sacrée Famille (Family Ties), s4, ép.15 (Fool for Love) : Mr. Bidney
- 1987 : Starman, s1, ép.22, Le Test (The Test) : Gus
- 1987 : Dallas, s10, ép.23, Dix pour cent (The Ten Percent Solution) : juge Loeb
- 1988 : Throb (en), s2, ép.10 (The Cable Show) : Ed Mickelman
- 1988 : Star Trek : La Nouvelle Génération (Star Trek: The Next Generation), s1, ép.16, Quand la branche casse (When the Bough Breaks) : Radue
- 1986 - 1989 : Les Craquantes, s1, ép.20, Quel scandale ! (Adult Education) et s4, ép.21, La Petite Sœur de Rose (Little Sister)

##### années 1990
- 1990 : Le Cavalier solitaire (Paradise), s2, ép.13, Tu bâtiras ton église (The Gates of Paradise) : oncle Peter
- 1990 : Matlock, s5, ép.12, L'Agent de change (The Broker) : Avery Campbell
- 1991 : Jack Killian, l'homme au micro (Midnight Caller), s3, ép.21 et 22, Perdus dans la ville, 1re et 2e parties (City of Lost Souls - Part 1 et 2) : Travis
- 1991 : Le Juge de la nuit (Dark Justice), s2, ép.13 (In Mysterious Ways) : révérend Horace Blake
- 1991 : Les Ailes du destin (I'll Fly Away), s3, ép.5, Tous les enfants de Dieu (All God’s Children)
- 1992 : Code Quantum (Quantum Leap), s4, ép.17, Le Roi du direct (Roberto!) : Ed Saxton
- 1992 : Un drôle de shérif (Picket Fences), s1, ép.6, Franck le clochard (Frank the Potato Man) : Dave Toovey
- 1992 : Côte Ouest (Knots Landing), s13, ép.13, Des rêves qui tombent à l'eau (The Torrents of Winter) : Billy Reed
- 1986 - 1992 : La Loi de Los Angeles (L.A. Law), 6 épisodes : district attorney Malcolm Gold
- 1992 : Madame est servie (Who's the Boss?), s8, ép.22,23,24, Premier poste, 3 parties (Savor the veal, Part 1,2,3) : docteur Graham
- 1992 : Star Trek : La Nouvelle Génération (Star Trek: The Next Generation), s5, ép.26 et s6, ép.1, La Flèche du temps, 2 parties (Time's Arrow, 2 parts) : Samuel Clemens
- 1993 : Dingue de toi (Mad About You), s1, ép.13, Nous ne travaillons plus ensemble (Togetherness) : Al
- 1993 : Time Trax (en), s1, ép.2 (To Kill a Billionaire) : juge Benedict Choate
- 1993 : Lois & Clark: Les nouvelles aventures de Superman, s1, ép.8, Une pierre de ma planète (The Green, Green Glow of Home) : Wayne Irig
- 1994 - 1995 : Melrose Place, 4 épisodes : Dennis Carter
- 1995 : Star Trek : Voyager, s1, ép.9, Émanations : docteur Neria
- 1996 : Murphy Brown, s8, ép.12, (All in the Family) : colonel Sherwood
- 1996 : Les Sœurs Reed (Sisters), s6, ép.23, La Pâques juive (Guess Who's Coming to Seder) : Mr. Scrumbus
- 1996 : Charlie Grace (en), s1, ép.7 (I've Got a Secret) : Ed
- 1993 - 1996 : Docteur Quinn, femme médecin (Dr. Quinn, Medicine Woman), 4 épisodes : docteur Cassidy
- 1994 - 1996 : Arabesque, s10, ép.11, s11, ép.1 et s12, ép.22
- 1997 : Orleans (en), s1, ép.4 (Baby-Sitting) : Leon Gillenwater
- 1997 : Ally McBeal, s1, ép.4, La Trahison (The Affair) : ministre
- 1997 : JAG, s2, ép.8, Adrénaline (Full Engagement) : mécanicien et s3, ép.9, Impact : sénateur
- 1998 : Les Sept Mercenaires (The Magnificent Seven), s1, ép.2, Le Juge (One Day Out West) : Mr. Conklin
- 1998 : Caroline in the City, s4, ép.11 (Caroline and the Fright Before Christmas) : shériff Dohdig
- 1998 : De la Terre à la Lune (From the Earth to the Moon), mini-série épisode 9, À perte de vue (For Miles and Miles) : Ben Taylor
- 1999 : Le Damné (Brimstone), s1, ép.11, Volte-face (Faces) : Thurston Driscoll
- 1993 - 1999 : X-Files : Aux frontières du réel (The X-Files), 11 épisodes : Gorge profonde (Deep Throat)
- 1999 : Sliders : Les Mondes parallèles, s4, ép.22, Un monde d'illusions (Revelations) : Isaac Clark

##### années 2000
- 2000 : Strange World, s1, ép.12, Le Sang de la terre (Food) : Rex Fuller
- 2002 : First Monday, s1, ép.2 (Age of Consent) : juge North Dakota
- 2002 : Philly, s1, ép.15 L’Espoir (Lies of Minelli) : juge Samuel Prescott
- 2003 : Nip/Tuck, s1, ép.10 (Adelle Coffin) : Sumner Charles
- 2003 : Division d'élite (The Division), s3, ép.2, Retrouvailles (Oh Mother Who Art Thou?) : Sam Hansen
- 2004 : Preuve à l'appui (Crossing Jordan), s4, ép.9, La Chasse au tueur (Necessary Risks) : Vernon Abbott
- 2004 : Une famille presque parfaite (Still Standing), s2, ép.14, Opération survie (Still Bill’s Dad) : Grinds
- 2009 : Cold Case : Affaires classées, s6, ép.14, Derrière la façade (The Brush Man) : Harry Hapgood
- 2014 : The Middle, s6, ép.5, Halloween et les Bonnes Manières (Halloween V) : fermier